# Tractographie

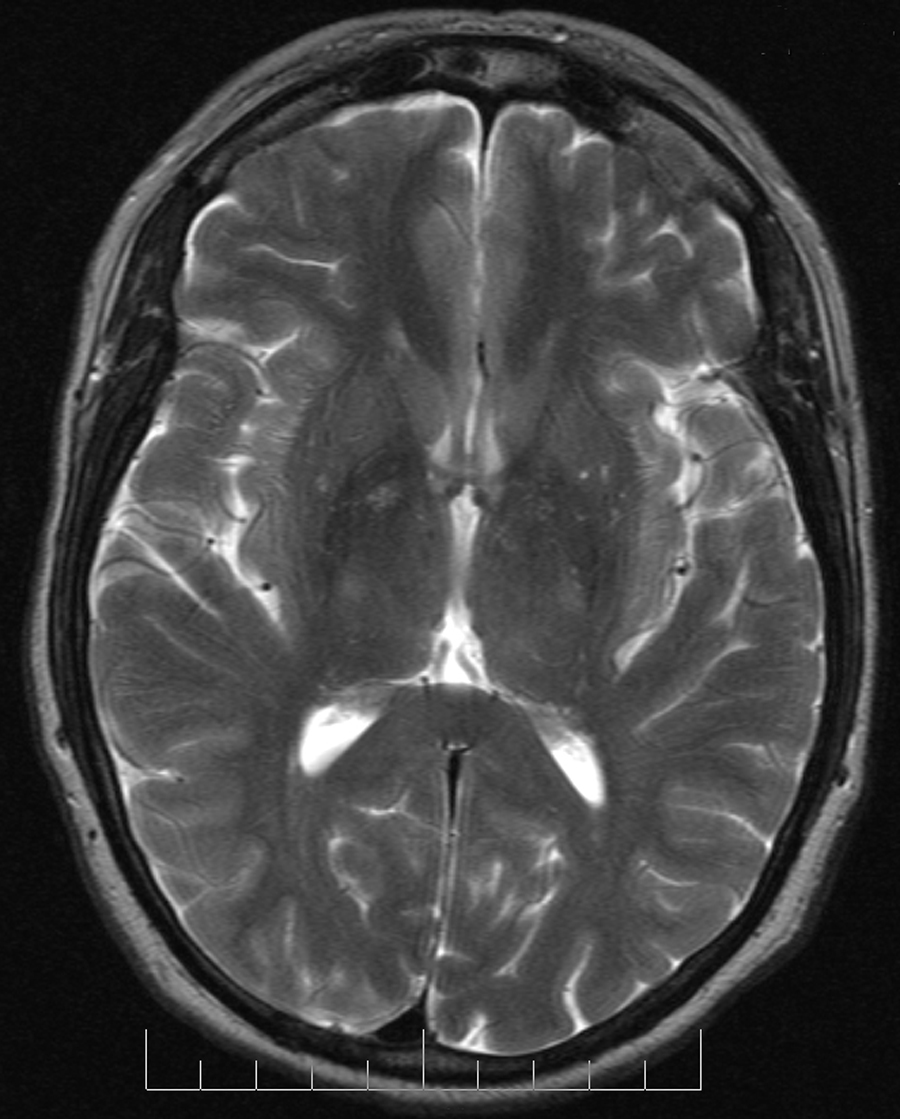
IRM standard : aucune voie neuronale ne peut être perçue dans cette coupe axiale haute résolution en séquence T2

En neurosciences, la tractographie est une méthode utilisée pour mettre en évidence les voies neuronales. 
Elle utilise une technique spéciale d’IRM avec une technique particulière du  tenseur de diffusion. Les résultats sont présentés sous forme d'images deux et trois dimensions.
En plus des longues voies qui connectent le cerveau au reste du corps, on trouve un réseau 3D complexe formé de courtes connexions entre les différentes régions corticales et sous-corticales. L’existence de ces faisceaux a été révélé par des techniques immunohistochimiques et biologiques sur des spécimens post mortem. Cependant, les faisceaux cérébraux ne sont pas identifiables par des examens classiques, tomodensitométrie (TDM), ou imagerie par résonance magnétique (IRM). Cette difficulté explique la rareté de leurs descriptions dans les atlas de neuroanatomie et la manque de compréhension concernant leurs fonctions.
Les séquences d’IRM utilisées en tractographie étudient la symétrie de la diffusion de l’eau dans le cerveau. Les faisceaux de fibres provoquent une diffusion asymétrique de l’eau dans un tenseur. Son axe principal est parallèle à la direction des fibres. Cette asymétrie est appelée anisotropie. Il existe un lien direct entre le nombre de fibres et le degré d’anisotropie.

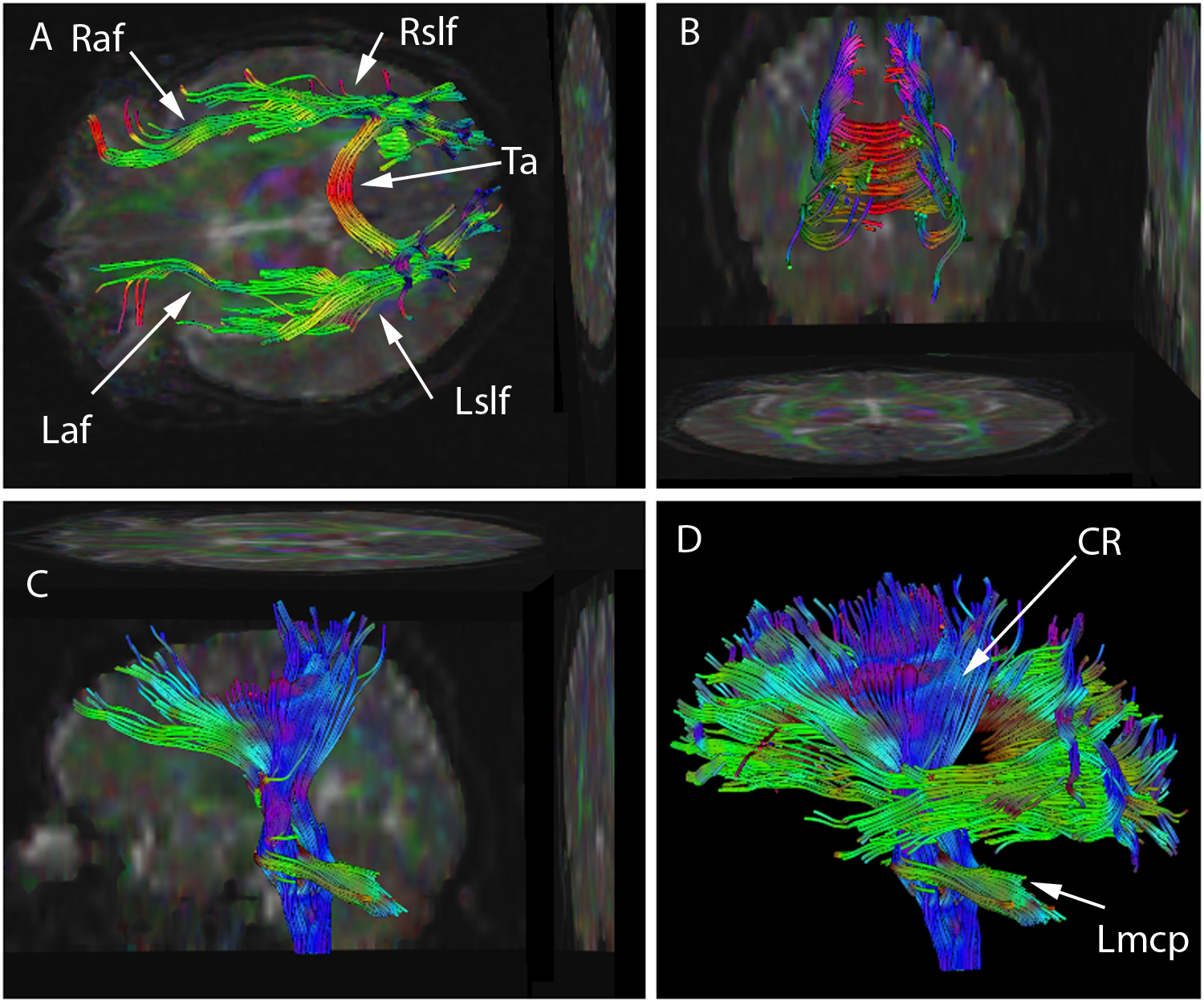
Légende de la figure : Les données de l’imagerie du tenseur de diffusion (ITD) ont été utilisées pour alimenter les différentes évaluations tractographiques du cerveau de ce patient.
On voit ici les vues supérieures (A), postérieures (B) et latérales (C et D).

## Technique IRM
La tractographie est réalisée grâce à l'imagerie du tenseur de diffusion. L'IRM de diffusion, introduite, notamment pour son potentiel en neuroimagerie par Denis Le Bihan dès 1985 , permet d'obtenir des images de la diffusion moléculaire, notamment de l'eau. Une évolution de l'IRM de diffusion, l'imagerie du Tenseur de Diffusion ,, permet de caractériser la diffusion moléculaire dans les 3 dimensions de l'espace. La diffusion libre se produit de manière homogène dans toutes les directions (mouvement brownien). On l'appelle diffusion isotropique. Si l'eau diffuse dans un milieu avec des barrières, la diffusion sera privilégiée dans certaines directions. On l'appelle diffusion anisotropique. Dans un tel cas, la mobilité des molécules à partir de leur origine de départ a une forme différente d'une sphère. La forme peut-être ellipsoïde. Cette technique est appelée technique d'imagerie du tenseur de diffusion. Les barrières peuvent être de multiples types : membranes cellulaires, axones, gaines de myéline, etc. Dans le cerveau, la principale barrière est la gaine de myéline. Des faisceaux d'axones forment une barrière empêchant une diffusion perpendiculaire et un chemin pour la diffusion parallèle le long de l'orientation des fibres.
On s'attend à ce que la diffusion anisotropique soit augmentée dans les zones d'ordre axonal maximum. Dans certaines pathologies, la structure des axones est perturbée comme dans les traumatismes, les tumeurs ou les inflammations. L'anisotropie, par destruction ou désorganisation des barrières est donc augmentée.
L'anisotropie est mesurée de différentes manières. L'une d'entre elles consiste à évaluer un ratio appelé anisotropie fractionnelle (AF). Une anisotropie de 0 correspond à une sphère parfaite alors qu'un ratio à 1 correspond à une diffusion linéaire idéale. Des trajets bien délimitables ont une AF plus grande que 0,20. Peu de régions ont une AF de plus de 0,80. La valeur donne une information sur la non-sphéricité de la diffusion mais ne donne pas d'information sur sa direction.
Chaque anisotropie est liée à une orientation sur un axe prédominant (direction prédominate de la diffusion) Des programmes informatiques sont capables d'extraire cette information directionnelle.
Cette information additionnelle est difficile à représenter sur des images en 2D en échelles de gris.  Pour surmonter ce problème, un code coloré est ajouté. Des couleurs basiques informent sur l'orientation des fibres dans un système avec des coordonnées dans les 3 dimensions. On parle de plan anisotropique.
Conventions de couleurs :
- le rouge indique une direction sur l'axe de X: droite à gauche ou gauche à droite ;
- le vert indique des directions selon l'axe des Y : postérieur vers antérieur ou antérieur vers postérieur ;
- le bleu indique des directions sur l'axe des Z : des pieds à la tête ou de la tête aux pieds.

Il faut noter que la technique est incapable de discriminer les directions positives ou négatives (dans un sens ou dans l'autre) d'un même axe.